# Winian potasu sodu
Winian potasu sodu (winian sodowo-potasowy, E337), NaKC
4H
4O
6 – organiczny związek chemiczny z grupy winianów, sól podwójna sodowa i potasowa kwasu winowego, występuje w postaci tetrahydratu, NaKC
4H
4O
6·4H
2O. Stosowany jest m.in. jako stabilizator kationów miedziowych (Cu2+
) w reakcjach na wykrywanie obecności aldehydowych grup redukujących, np. przy próbach na wykrywanie właściwości redukujących aldoz – Fehlinga czy Nylandera.
Winian potasu sodu jest również stosowany w lecznictwie, m.in. jako środek przeczyszczający. Znany pod farmaceutyczną nazwą natrium Kalium tartaricum FP III vel Sal Seignetti.
Otrzymał go po raz pierwszy ok. 1675 roku aptekarz Elie Seignette na podstawie sugestii swojego brata Jehana, choć często odkrycie to jest przypisywane synowi Elie, który nazywał się Pierre Seignette. W 1920 roku Joseph Valasek odkrył w tej substancji zjawisko ferroelektryczności.

## Otrzymywanie
Można go otrzymać z wodorowinianu potasu i węglanu sodu. Najpierw zagotowuje się roztwór wodorowinianu potasu. Następnie do gorącego roztworu dodaje się węglanu sodu do momentu całkowitego przereagowania (roztwór przestaje się pienić). Gorący roztwór się następnie odsącza i odparowuje wodę. Podczas ciągłego ogrzewania z roztworu wytrąca się winian potasu sodu.